# Ferme à vagues des Orcades
La ferme à vagues d'Orkney est un projet de centrale électrique utilisant l'énergie des vagues. Elle serait construite aux Orcades, en Écosse.

## Présentation
À son achèvement, l'installation aurait une puissance nominale de 2,4 MW, devenant la plus puissante ferme à vagues au monde.
La centrale d'utilisera la technologie de génération de puissance à partir des vagues « Oyster-2 », la nouvelle version du convertisseur d'énergie des vagues « Oyster ».

### Sources
- (en) Cet article est partiellement ou en totalité issu de l’article de Wikipédia en anglais intitulé « Orkney Wave Power Station » (voir la liste des auteurs).